# Rio Cornetu (Bega)
O Rio Cornetu (Bega) é um rio da Romênia, afluente do Bega Luncanilor, localizado no distrito de Timiş.